# XBIZ Award for Best Sex Scene - All - Sex Release
L'XBIZ Award for Best Sex Scene - All - Sex Release è un premio pornografico assegnato alla scena  votata come migliore dalla XBIZ, l'ente che assegna gli XBIZ Awards, tra i maggiori premi del circuito.
Come per gli altri premi, viene assegnato nel corso di una cerimonia che si svolge a Los Angeles, solitamente nel mese di gennaio, dal 2016 al 2020 e, insieme al premio Gonzo prende il posto del precedente Best Scene - Non Feature Release.

## Vincitori

### Anni 2010
| Anno | Vincitori                                               | Titolo                                     |
| ---- | ------------------------------------------------------- | ------------------------------------------ |
| 2016 | Jada Stevens Wesley Pipes                               | Interaccial and Anal                       |
| 2017 | Riley Reid Toni Ribas Jon Jon                           | What's Next?                               |
| 2018 | Ana Foxxx Small Hands                                   | Axel Braun's Brown Sugar                   |
| 2019 | Joanna Angel Ricky Johnson Isiah Maxwell Prince Yahshua | Joanna Angel Gangbang: As Above, So Belove |

### Anni 2020
| Anno | Vincitori                | Titolo          |
| ---- | ------------------------ | --------------- |
| 2020 | Teanna Trump Jason Luv   | Blacked Raw V19 |
| 2023 | Vanna Bardot Seth Gamble | Money           |